# Agrothereutes pallipennis
Agrothereutes pallipennis är en stekelart som beskrevs av Henry Keith Townes, Jr. 1962. Agrothereutes pallipennis ingår i släktet Agrothereutes och familjen brokparasitsteklar. Inga underarter finns listade i Catalogue of Life.